# Péhunco (arrondissement)
Pour la ville, voir Péhunco.
Péhunco est un arrondissement du département de l'Atacora au Bénin.

## Géographie
Péhunco est une division administrative sous la juridiction de la commune de Péhunco,.

## Population
Selon le Recensement Générale de la Population et de l'Habitation(RGPH4) de Institut National de Statistique et de l'Analyse Économique(INSAE) au Bénin de 2013 la population de Péhunco correspond à:
| Indicateur           | 2013  |
| -------------------- | ----- |
| Nombre de ménages    | 3241  |
| Population féminine  | 13509 |
| Population masculine | 13592 |
| Population totale    | 27101 |